# ألكسندر راكيتش
ألكسندر راكيتش (بالألمانية: Aleksandar Rakić؛ مواليد 6 فبراير 1992) هو مُقاتل فنون قتالية مختلطة نمساوي يُنافس في فئة وزن خفيف الثقيل في يو إف سي. راكيتش محترف منذ عام 2011، كما نافس على بطولة القتال النهائي في النمسا. اعتبارًا من 1 أغسطس 2023، أصبح رقم 5 في تصنيفات الوزن الخفيف الثقيل في يو إف سي.

## الخلفية
وُلِد راكيتش ونشأ في فيينا، النمسا، لعائلة صربية. عندما كان طفلاً، لعب كرة القدم. ومع ذلك، كان عدوانيًا حتى نقطة طُرد فيها من الفريق. بدأ راكيتش التدريب على الكيك البوكسينغ والملاكمة عندما كان يبلغ من العمر 12 عامًا، وخاض أول نزال له في سن 14 عامًا. وقد جمع أكثر من 40 قتالًا بحلول الوقت الذي بلغ فيه 20 عامًا، عندما انتقل إلى فنون القتال المختلطة لتحدٍ جديد. عمل في فندق لدعم نفسه أثناء التدريب.

## مسيرته في فنون القتال المختلطة

### بدايته
بدأ راكيتش مسيرته الاحترافية في فنون القتال المختلطة في عام 2011، حيث نافس بشكل أساسي في الدائرة الأوروبية، وحقق رصيد بلغ 8–1 قبل أن يوقع مع يو إف سي في مارس 2017.

### يو إف سي
خاض راكيتش أول نزال له في يو إف سي في 2 سبتمبر 2017، ضد فرانشيمار باروسو في حدث يو إف سي ليلة القتال 115 في روتردام، هولندا. وفاز في بالنزال بقرار الحكام بالإجماع.
كان من المتوقع أن يواجه راكيتش غادجيموراد أنتيغولوف في 24 فبراير 2018، في حدث يو إف سي على فوكس 28. ومع ذلك، ورد في 7 فبراير 2018، أن أنتيغولوف انسحب من القتال، مشيرًا إلى الإصابة، ونتيجة لذلك، تم إلغاء النزال.
أُقيم النزال التالي في 22 يوليو 2018، في حدث يو إف سي ليلة القتال 134 ضد جاستن ليديت. فاز في القتال بقرار الحكام بالإجماع.
واجه راكيتش ديفين كلارك في 8 ديسمبر 2018، في حدث يو إف سي 231. وفاز بالقتال بالضربة الفنية القاضية في الجولة الأولى.
واجه راكيتش جيمي مانوا في 1 يونيو 2019، في حدث يو إف سي ليلة القتال 153. فاز في القتال بالضربة القاضية بركلة رأس في الدقيقة الافتتاحية من القتال. كما حصل على أول مكافأة أداء الليلة.
واجه راكيتش فولكان أوزدمير في 21 ديسمبر 2019، في حدث يو إف سي ليلة القتال 165 وخسر القتال بقرار الحكام بالانقسام. قام 7 من أصل 8 من أعضاء وسائل الإعلام بتقييم القتال لصالح راكيتش.
في 17 فبراير 2020، أعلن راكيتش على وسائل التواصل الاجتماعي أنه وقع عقدًا جديدًا لمدة ستة قتال مع يو إف سي.
واجه أنتوني سميث سميث في 29 أغسطس 2020، في حدث يو إف سي ليلة القتال 175. وفاز بالقتال بقرار الحكام بالإجماع.
واجه راكيتش تياغو سانتوس في 6 مارس 2021، في حدث يو إف سي 259. وفاز بالقتال بقرار الحكام بالإجماع.
كان من المقرر أن يواجه راكيتش بطل يو إف سي لوزن خفيف الثقيل السابق يان بلاهوفيتش في 26 مارس 2022، في حدث يو إف سي على إي إس بي إن 33. ومع ذلك، في أواخر يناير، انسحب بلاهوفيتش بسبب الإصابة وتم إعادة جدولة النزال إلى لحدث يو إف سي على إي إس بي إن 36 في 14 مايو 2022. خسر راكيتش القتال بالضربة الفنية القاضية في الجولة الثالثة بعد أن أصبح غير قادر على الاستمرار بعد تمزق الرباط الصليبي الأمامي. أصيب في ركبته قبل ثلاثة أسابيع من القتال أثناء التدريب.
بعد توقف دام قرابة عامين، كان من المقرر أن يعود راكيتش لمواجهة يان بلاهوفيتش في نزال العودة في 20 يناير 2024، في حدث يو إف سي 297. ومع ذلك، انسحب بلاهوفيتش بسبب جراحة الكتف. ثم تم حجز راكيتش لمواجهة بطل يو إف سي لوزن خفيف الثقيل السابق يري بروهاسكا بدلاً من ذلك في 13 أبريل 2024 في حدث يو إف سي 300. وعلى الرغم من تسديد العديد من الركلات في الساق، خسر راكيتش النزال بالضربة الفنية القاضية في الجولة الثانية.
واجه راكيتش ماغوميد أنكالايف في 26 أكتوبر 2024 في حدث يو إف سي 308. خسر القتال بقرار الحكام بالإجماع.

## البطولات والإنجازات
- يو إف سي
  - أداء الليلة (مرة واحدة) ضد جيمي مانوا[43]

## سجل فنون القتال المختلطة
| السجل المهني |        |         |
| 19 نزال      | 14 فوز | 5 خسارة |
| ضربة قاضية   | 9      | 2       |
| إخضاع        | 1      | 1       |
| قرار القضاة  | 4      | 2       |

| النتيجة | السجل | الخصم            | الطريقة                         | الحدث                                         | التاريخ        | الجولة | الوقت | المكان                              | الملاحظات    |
| ------- | ----- | ---------------- | ------------------------------- | --------------------------------------------- | -------------- | ------ | ----- | ----------------------------------- | ------------ |
| خسر     | 15–4  | ماغوميد أنكالايف | قرار الحكام (بالإجماع)          | يو إف سي 308                                  | 26 أكتوبر 2024 | 3      | 5:00  | أبو ظبي، الإمارات العربية المتحدة   |              |
| خسر     | 14–4  | يري بروهاسكا     | ضربة فنية قاضية (باللكمات)      | يو إف سي 300                                  | 13 أبريل 2024  | 2      | 3:17  | لاس فيغاس، نيفادا، الولايات المتحدة |              |
| خسر     | 14–3  | يان بلاهوفيتش    | ضربة فنية قاضية (إصابة بالركبة) | يو إف سي على إي إس بي إن: بلاهوفيتش ضد راكيتش | 14 مايو 2022   | 3      | 1:11  | لاس فيغاس، نيفادا، الولايات المتحدة |              |
| فاز     | 14–2  | تياغو سانتوس     | قرار الحكام (بالإجماع)          | يو إف سي 259                                  | 6 مارس 2021    | 3      | 5:00  | لاس فيغاس، نيفادا، الولايات المتحدة |              |
| فاز     | 13–2  | أنتوني سميث      | قرار الحكام (بالإجماع)          | يو إف سي ليلة القتال: سميث ضد راكيتش          | 29 أغسطس 2020  | 3      | 5:00  | لاس فيغاس، نيفادا، الولايات المتحدة |              |
| خسر     | 12–2  | فولكان أوزدمير   | قرار الحكام (بالانقسام)         | يو إف سي ليلة القتال: إدغار ضد الزومبي الكوري | 21 ديسمبر 2019 | 3      | 5:00  | بوسان، كوريا الجنوبية               |              |
| فاز     | 12–1  | جيمي مانوا       | ضربة قاضية (ركلة رأس)           | يو إف سي ليلة القتال: غوستافسون ضد سميث       | 1 يونيو 2019   | 1      | 0:42  | ستوكهولم، السويد                    | أداء الليلة. |
| فاز     | 11–1  | ديفن كلارك       | ضربة فنية قاضية (باللكمات)      | يو إف سي 231                                  | 8 ديسمبر 2018  | 1      | 4:05  | تورنتو، أونتاريو، كندا              |              |
| فاز     | 10–1  | جاستن ليديت      | قرار الحكام (بالإجماع)          | يو إف سي ليلة القتال: شوغون ضد سميث           | 22 يوليو 2018  | 3      | 5:00  | هامبورغ، ألمانيا                    |              |
| فاز     | 9–1   | فرانشيمار باروسو | قرار الحكام (بالإجماع)          | يو إف سي ليلة القتال: فولكوف ضد ستروف         | 2 سبتمبر 2017  | 3      | 5:00  | روتردام، هولندا                     |              |
| فاز     | 8–1   | سيرجيو سوزا      | ضربة فنية قاضية (باللكمات)      | تحدي القتال النمساوي 5                        | 4 مارس 2017    | 1      | غ/م   | فيينا، النمسا                       |              |
| فاز     | 7–1   | مارتن باتور      | ضربة قاضية (بلكمة)              | تحدي القتال النمساوي 1                        | 20 يونيو 2015  | 1      | 0:26  | فيينا، النمسا                       |              |
| فاز     | 6–1   | مارسين براشنيو   | ضربة فنية قاضية (باللكمات)      | بطولة القتال النهائي 16                       | 6 ديسمبر 2014  | 3      | 3:00  | فيينا، النمسا                       |              |
| فاز     | 5–1   | نوربرت بيتر      | ضربة فنية قاضية (باللكمات)      | إتش جيه: هايمغالا 2                           | 13 سبتمبر 2014 | 1      | 4:57  | فيينا، النمسا                       |              |
| فاز     | 4–1   | بيتر روزمارينغ   | إخضاع (خنق شمال-جنوب)           | الثأر: المبتدئين 2                            | 6 يوليو 2013   | 1      | 1:32  | فيينا، النمسا                       |              |
| فاز     | 3–1   | لاسلو تشيني      | ضربة قاضية (ركلة رأس)           | دبليو إف سي: تشالنجرز 3                       | 3 يونيو 2012   | 1      | غ/م   | فيينا، النمسا                       |              |
| فاز     | 2–1   | ريتشارد لونجهيمو | ضربة فنية قاضية (باللكمات)      | القبضة الحديدية: فينديتا 3                    | 18 مارس 2012   | 2      | 4:30  | فيينا، النمسا                       |              |
| فاز     | 1–1   | كارستن لورينز    | ضربة فنية قاضية (باللكمات)      | المواهب الجديدة 15                            | 4 فبراير 2012  | 1      | 1:42  | إرفورت، ألمانيا                     |              |
| خسر     | 0–1   | كريستيان رادكي   | إخضاع (خنق المقصلة)             | صخرة القفص 2                                  | 15 أكتوبر 2011 | 1      | 4:34  | غرايفسفالد، ألمانيا                 |              |

## وصلات خارجية
- ألكسندر راكيتش على موقع يو إف سي (الإنجليزية)
- ألكسندر راكيتش على موقع شيردوغ (الإنجليزية)
- ألكسندر راكيتش على موقع Tapology.com (الإنجليزية)